# Kunkovice
Kunkovice (en allemand : Kunkowitz) est une commune du district de Kroměříž, dans la région de Zlín, en République tchèque. Sa population s'élevait à 78 habitants en 2025.

## Géographie
Kunkovice se trouve à 21 km au sud-ouest de Kroměříž, à 36 km à l'ouest de Zlín et à 221 km au sud-est de Prague.
La commune est limitée par Nítkovice et Litenčice au nord, par Chvalnov-Lísky à l'est, par Kožušice et Brankovice au sud, et par Nemochovice à l'ouest.

## Histoire
La première mention écrite du village date de 1331.

## Patrimoine

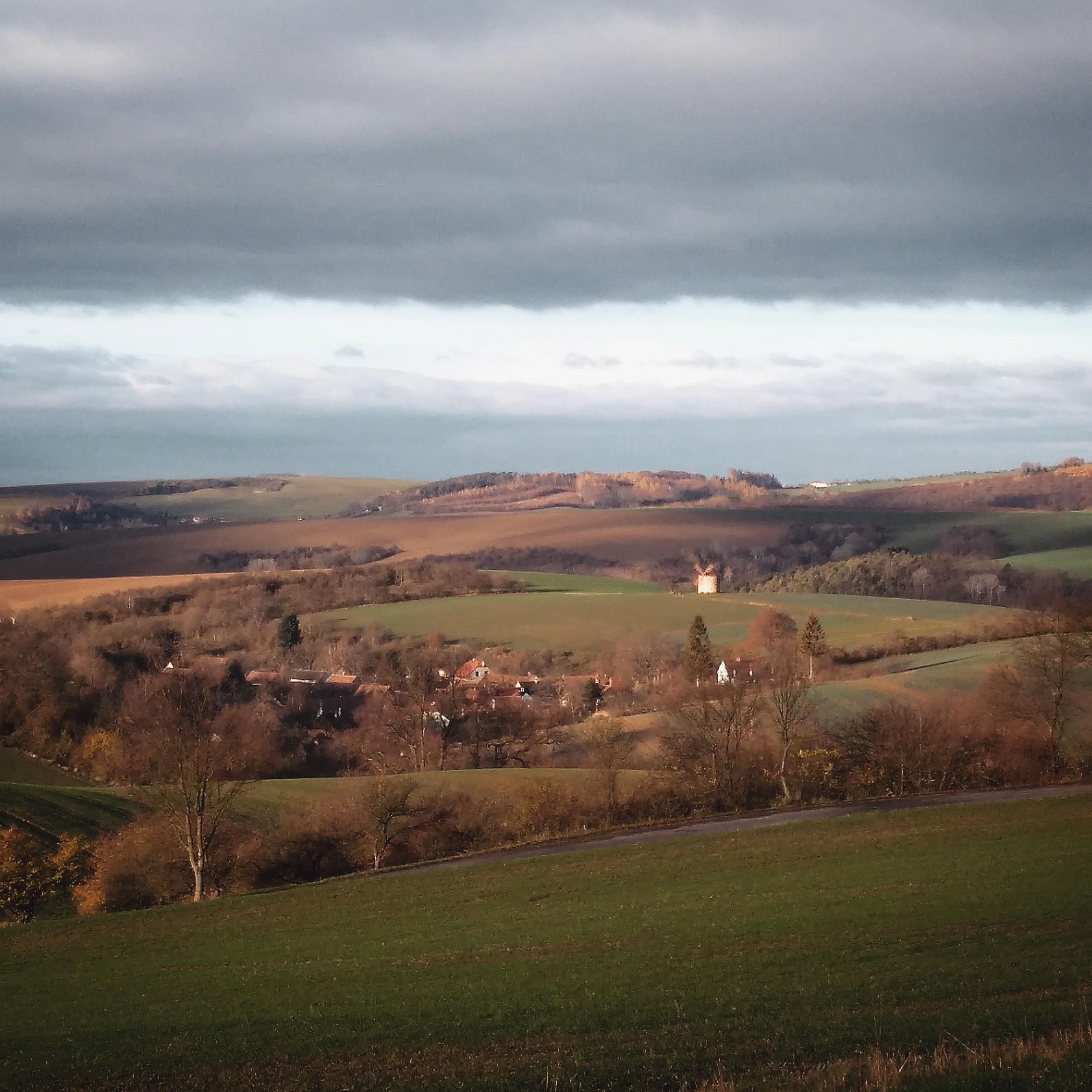
Kunkovice : vue d'automne.
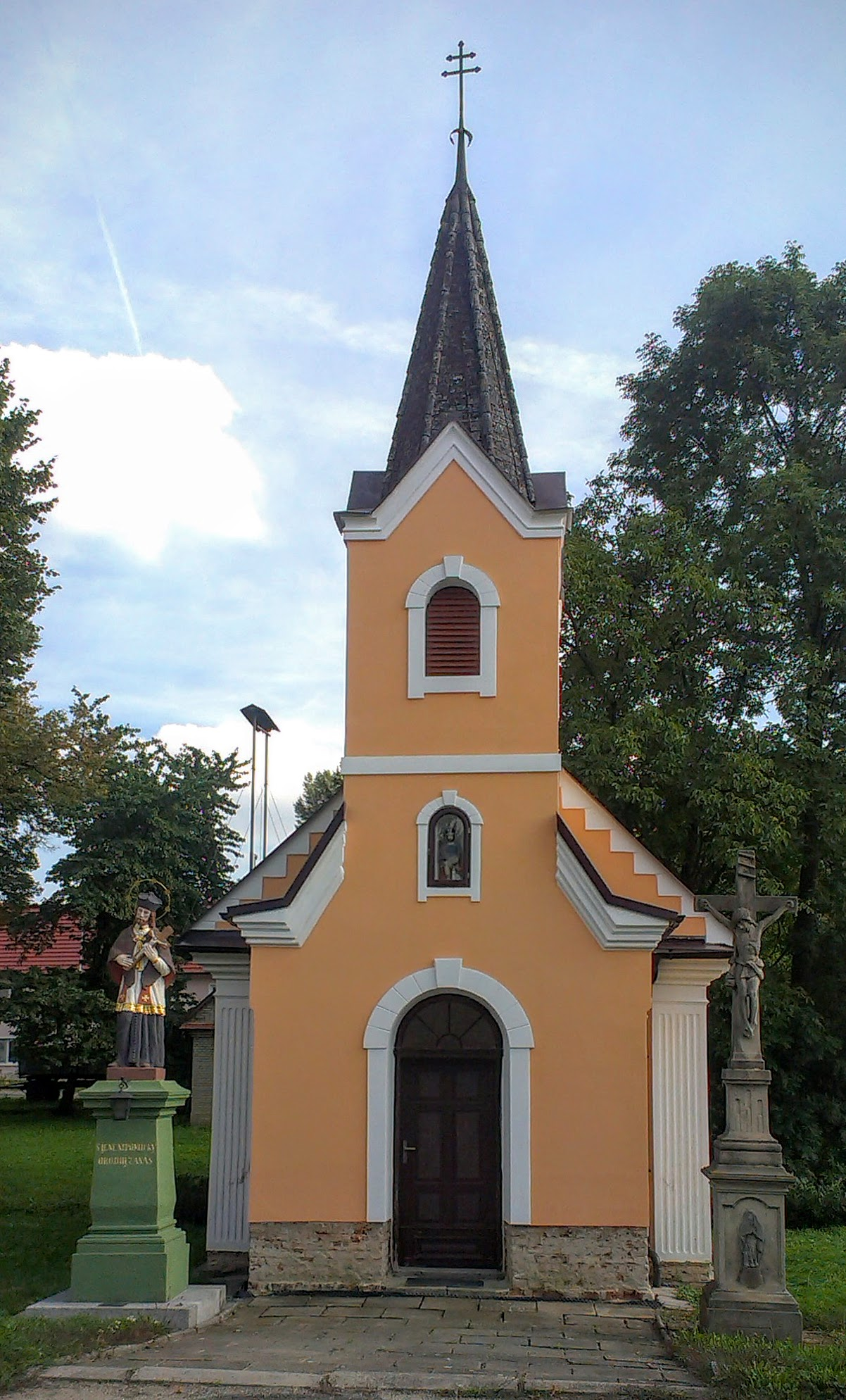
Kunkovice : chapelle.

## Transports
Par la route, Kunkovice se trouve à 24 km de Kroměříž, à 51 km de Zlín, à 49 km de Brno et à 254 km de Prague.

## Source
- (cs) Cet article est partiellement ou en totalité issu de l’article de Wikipédia en tchèque intitulé « Kunkovice » (voir la liste des auteurs).